# 三谷美菜津
三谷美菜津（日语：／ Mitani Minatsu，1991年9月4日—），前日本女子羽毛球运动员。石川縣出生，畢業於金沢向陽高校，隸屬於NTT東日本株式會社南関東営業部（千葉），並為該社的羽毛球隊成員，隊員編號3號。曾獲2014年世錦賽女子單打季軍、2012年優霸盃季軍及2014年優霸盃亞軍。於2019年全日本綜合羽毛球錦標賽宣布引退。

## 簡歷
2010年，三谷在澳洲羽毛球公開賽的女子單打決賽，以1比2（20-22、21-14、19-21）不敵韓國的徐潤熙，屈居亞軍，但已創下其國際賽生涯最好的成績。
2011年4月，三谷在亞洲羽毛球錦標賽的資格賽晉級，並在首圈賽事以2比0爆冷擊敗中國選手汪鑫。
2012年5月，三谷在優霸盃四分之一决赛中先输一局後连赢两局，以2比1（19-21、21-13、21-17）力挫琳达·韦尼·法内特里，帮助日本队以3比2险胜印尼队进入四强。
2012年10月，三谷出戰法國羽毛球超級賽，先後淘汰蔣燕皎、蒂内·鲍恩及廣瀨榮理子等名將躋身女單決賽，最後更以2比0（21-19、21-11）擊敗頭號種子、印度的塞娜·内维尔，奪得個人首個超級系列賽冠軍。
2013年8月，三谷參加中國廣州舉行的世界羽毛球錦標賽，以8號種子身分出戰女子單打項目，她在首圈輪空，但在第二圈就以0比2（16-21、9-21）不敵队友高橋沙也加出局。

### 2014年世錦賽晉四強
2014年8月，三谷美菜津參加丹麥哥本哈根舉行的世界羽毛球錦標賽，以16號種子身分出戰女子單打項目 ，故在首圈輪空。她先在次圈以2比0輕取東道主萊恩·杰克斯菲德；在第三圈又以2比1反勝衛冕冠軍、泰國的拉差诺·因达农晉級。她在半準決賽面對5號種子、南韓的成池鉉，在力戰下以2比1（9-21、21-18、22-20）逆转勝出，首次打進四強。可是，她在準決賽对阵頭號種子、中國的李雪芮時，卻以0比2（8-21、14-21）直落兩盤落敗，僅得季軍，但已追平國家隊前輩湯木博恵在1977年創下的世錦賽成績。

### 2015年世錦賽
2015年8月，三谷美菜津參加印尼雅加達舉行的世界羽毛球錦標賽，以13號種子身分出戰女子單打項目，故在首圈輪空；但在次圈就以1比2（21-19、14-21、11-21）不敵印尼的琳达·韦尼·法内特里出局。

### 引退
三谷美菜津在2019年底參加全日本綜合羽毛球錦標賽作為引退賽。最終，三谷在女子單打第二輪面對大家夏稀時以1比2（21-16、15-12、15-21）落敗，結束長達十年的國家隊生涯。

## 主要比賽成績
只列出曾進入準決賽的國際賽事成績：
| 年份   | 賽事                     | 公開賽級別 | 項目     | 拍檔     | 成績   |
| ------ | ------------------------ | ---------- | -------- | -------- | ------ |
| 2010年 | 奧地利羽毛球國際挑戰賽   | 國際挑戰賽 | 女子雙打 | 福万尚子 | 亞軍   |
| 2010年 | 澳洲羽毛球大獎賽         | 大獎賽     | 女子單打 | －       | 亞軍   |
| 2010年 | 澳洲羽毛球大獎賽         | 大獎賽     | 女子雙打 | 樽野惠   | 準決賽 |
| 2011年 | 羅馬尼亞羽毛球國際賽     | 國際系列賽 | 女子單打 | －       | 冠軍   |
| 2011年 | 克羅地亞羽毛球國際賽     | 國際系列賽 | 女子單打 | －       | 冠軍   |
| 2011年 | 大阪羽毛球國際挑戰賽     | 國際挑戰賽 | 女子單打 | －       | 冠軍   |
| 2012年 | 瑞士羽毛球黃金大獎賽     | 黃金大獎賽 | 女子單打 | －       | 準決賽 |
| 2012年 | 優霸盃                   | 其他       | 女子團體 | －       | 銅牌   |
| 2012年 | 法國羽毛球超級賽         | 超級賽     | 女子單打 | －       | 冠軍   |
| 2012年 | 中國羽毛球首要超級賽     | 首要超級賽 | 女子單打 | －       | 準決賽 |
| 2013年 | 韓國羽毛球首要超級賽     | 首要超級賽 | 女子單打 | －       | 準決賽 |
| 2013年 | 香港羽毛球超級賽         | 超級賽     | 女子單打 | －       | 準決賽 |
| 2014年 | 優霸盃                   | 其他       | 女子團體 | －       | 銀牌   |
| 2014年 | 世界羽毛球錦標賽         | 其他       | 女子單打 | －       | 銅牌   |
| 2014年 | 亞洲運動會羽毛球比賽     | 其他       | 女子團體 | －       | 銅牌   |
| 2015年 | 加拿大羽毛球大獎賽       | 大獎賽     | 女子單打 | －       | 準決賽 |
| 2015年 | 澳門羽毛球黃金大獎賽     | 黃金大獎賽 | 女子單打 | －       | 亞軍   |
| 2015年 | 美國羽毛球大獎賽         | 大獎賽     | 女子單打 | －       | 準決賽 |
| 2016年 | 亞洲羽毛球團體錦標賽     | 其他       | 女子團體 | －       | 銀牌   |
| 2016年 | 韓國羽毛球超級賽         | 超級賽     | 女子單打 | －       | 準決賽 |
| 2017年 | 德國羽毛球黃金大獎賽     | 黃金大獎賽 | 女子單打 | －       | 準決賽 |
| 2018年 | 瑞士羽毛球公開賽         | 超級300賽  | 女子單打 | －       | 準決賽 |
| 2018年 | 大阪羽毛球國際挑戰賽     | 國際挑戰賽 | 女子單打 | －       | 準決賽 |
| 2018年 | 紐西蘭羽毛球公開賽       | 超級300賽  | 女子單打 | －       | 準決賽 |
| 2018年 | 澳洲羽毛球公開賽         | 超級300賽  | 女子單打 | －       | 準決賽 |
| 2018年 | 越南羽毛球公開賽         | 超級100賽  | 女子單打 | －       | 準決賽 |
| 2018年 | 西班牙羽毛球大師賽       | 超級300賽  | 女子單打 | －       | 冠軍   |
| 2018年 | 印尼邦加勿里洞羽球大師賽 | 超級100賽  | 女子單打 | －       | 冠軍   |
| 2019年 | 大阪羽毛球國際挑戰賽     | 國際挑戰賽 | 女子單打 | －       | 準決賽 |

| 2007-2017年 | 首要超級賽 | 超級賽 | 黃金大獎賽 | 大獎賽 | 國際挑戰賽 | 國際系列賽 | 未來系列賽 | 其他 |

| 2018-2026年 | 總決賽 | 超級1000賽 | 超級750賽 | 超級500賽 | 超級300賽 | 超級100賽 | 國際挑戰賽 | 國際系列賽 | 未來系列賽 | 其他 |

### 奧運會和世錦賽參賽紀錄
|          | 2013 | 2014 | 2015 |
| -------- | ---- | ---- | ---- |
| 女子單打 | 32強 | 季軍 | 32強 |

## 主要對賽紀錄
三谷美菜津與主要對手的對賽成績如下（只列出對賽四次或以上對手，截至2017年9月8日）：

| 對手     | 對賽次數 | 對賽結果 | 對賽結果 | 總計 |
| 對手     | 對賽次數 | 勝       | 負       | 總計 |
| -------- | -------- | -------- | -------- | ---- |
| 橋本由衣 | 6        | 5        | 1        | +4   |
| 奥原希望 | 4        | 0        | 4        | -4   |
| 總計     | 10       | 5        | 5        | 0    |

| 對手               | 對賽次數 | 對賽結果 | 對賽結果 | 總計 |
| 對手               | 對賽次數 | 勝       | 負       | 總計 |
| ------------------ | -------- | -------- | -------- | ---- |
| 塞娜·内维尔        | 10       | 4        | 6        | -2   |
| 李雪芮             | 9        | 0        | 9        | -9   |
| 王適嫻             | 8        | 1        | 7        | -6   |
| 成池鉉             | 8        | 1        | 7        | -6   |
| 戴資穎             | 7        | 2        | 5        | -3   |
| 拉差诺·因达农      | 7        | 1        | 6        | -5   |
| 蓬迪·布拉那巴硕    | 6        | 4        | 2        | +2   |
| 裴延姝             | 6        | 3        | 3        | 0    |
| 王仪涵             | 6        | 0        | 6        | -6   |
| 沙西丽·德拉达那猜  | 5        | 4        | 1        | +3   |
| 琳达·韦尼·法内特里 | 5        | 2        | 3        | -1   |
| 萊恩·杰克斯菲德    | 4        | 4        | 0        | +4   |
| 顾娟               | 4        | 4        | 0        | +4   |
| 布桑兰·恩布鲁庞    | 4        | 2        | 2        | 0    |
| 卡琳·施纳泽        | 4        | 2        | 2        | 0    |
| 卡罗列娜·马琳      | 4        | 0        | 4        | -4   |
| 其他選手           | 231      | 134      | 97       | +37  |
| 總計               | 241      | 139      | 102      | +37  |